# Bisdom Andria
Het bisdom Andria (Latijn: Dioecesis Andriensis, Italiaans: Diocesi di Andria) is een in Italië gelegen rooms-katholiek bisdom met zetel in de stad Andria. Het bisdom behoort tot de kerkprovincie Bari-Bitonto, en is, samen met het aartsbisdom Trani-Barletta-Bisceglie en de bisdommen Altamura-Gravina-Acquaviva delle Fonti, Conversano-Monopoli en Molfetta-Ruvo-Giovinazzo-Terlizzi, suffragaan aan het aartsbisdom Bari-Bitonto.

## Geschiedenis
Het bisdom werd opgericht in de 11e eeuw. In 1452 werd het bisdom Montepeloso ingelijfd, maar dit werd in 1479 weer afgesplitst en verzelfstandigd. Het heeft tegenwoordig een oppervlakte van 799 km². De huidige bisschop is reeds sinds 1988 Raffaele Calabro.

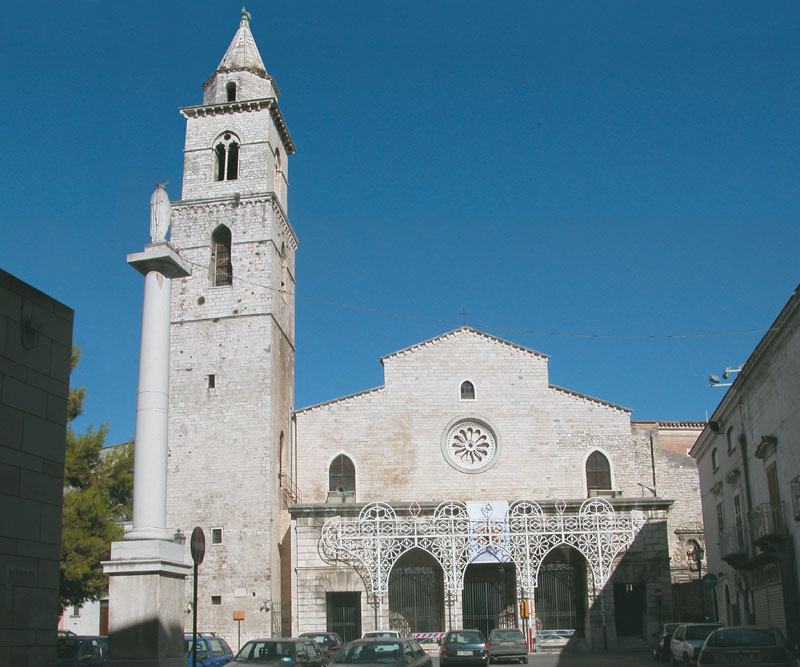
Kathedraal van Andria
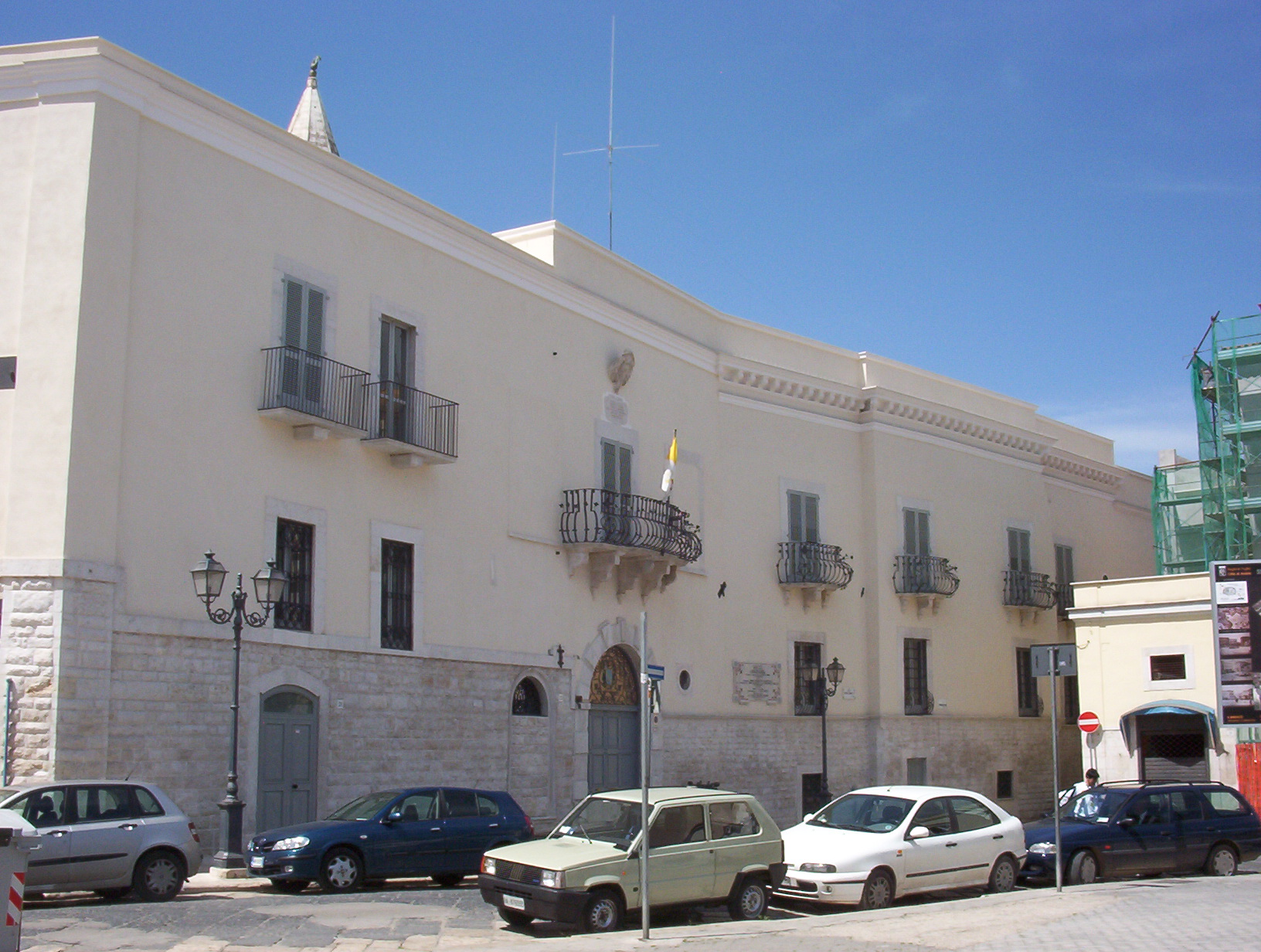
Bisschoppelijk paleis in Andria